# Quercus parvula
Quercus parvula là một loài thực vật có hoa trong họ Cử. Loài này được Greene miêu tả khoa học đầu tiên năm 1887.